# Cochlostoma affine
Cochlostoma affine is een slakkensoort uit de familie van de Megalomastomatidae. De wetenschappelijke naam van de soort is voor het eerst geldig gepubliceerd in 1882 door Benoit.